# Самуйлы
Самуйлы (бел. Самуйлы) — деревня в Браславском районе Витебской области Беларуси. Входит в состав Тетерковского сельсовета.

## География
Деревня находится в западной части Витебской области, на южном берегу озера Иказнь, при автодороге Р-14, на расстоянии приблизительно 9 километров (по прямой) к востоко-юго-востоку от города Браслав, административного центра района. Абсолютная высота — 160 метров над уровнем моря. Площадь населённого пункта — 0,6697 км².

## История
По состоянию на 1905 год, в деревне проживало 30 человек (15 мужчин и 15 женщин). В административном отношении входила в состав Перебродской волости Дисненского уезда Виленской губернии.
В 1921 году входила в состав гмины Пшебродзе Дисенского повета Виленского воеводства Второй Польской республики. Числилось 118 жителей (58 мужчин и 60 женщин), проживавших в 18 домах. В этническом составе населения того периода белорусы составляли 85,6 %, поляки — 14,4 %. В конфессиональном составе населения преобладали католики (55 %), также были представлены старообрядцы (31 %) и православные христиане (14 %).

## Население
По данным переписи 2019 года, в деревне проживало 32 человека.
| Год  | Население, человек |
| ---- | ------------------ |
| 1905 | 30                 |
| 1921 | ↗ 118              |
| 2009 | ↘ 31               |
| 2019 | ↗ 32               |